# 姚智騰
姚 智騰（よう ちとう、1998年1月31日 - ）は、日本棋院東京本院所属の囲碁棋士。六段。台湾の彰化県出身。主な実績に、第48期新人王戦準優勝、第12回若鯉戦準優勝など。

## 経歴
台湾の彰化県出身。囲碁と初めて出会ったのは幼稚園児のころで、幼稚園に来た囲碁の先生が指導しているのを目にして興味を持った。その後、小学1年生の時に台湾で放送されていた『ヒカルの碁』のテレビアニメを見て、自分も囲碁をやりたいと両親に頼んで囲碁教室へ通い始めた。
小学2年生でアマ初段、3年生ではアマ六段ほどにまで上達。2009年5月、5年生の時に台湾のアマチュア棋戦・春木杯で優勝しアマ七段に昇段。その後台湾棋院の棋士採用試験（職業棋士甄選・社会組）に腕試しで挑んだが、同年8月、13勝3敗の2位タイでプロ入りの資格を得た。ただ、姚には『ヒカルの碁』の影響もあって日本でプロになりたいという夢があり、台湾棋院でのプロ入りは辞退。6年生時に渡日し、日本棋院の院生となった。
2010年9月、日本棋院の冬季棋士採用試験に挑むも合同予選で敗退。2011年10-11月の同試験では本戦に進んだが、10勝5敗の4位でプロ入りならず。2012年、4-6月の院生研修成績1位により夏季棋士採用試験に合格、プロ入りを果たした。同年夏季、14歳で入段。
2013年、第15回農心杯の日本代表決定戦にて鈴木伸二・内田修平・一力遼を破って日本代表の一員となり、頭角を現す。本戦では范廷鈺（韓国）に完敗し、「道はまだまだ長い」との心境を抱いた。
2014年、第41期天元戦で自身初の七大棋戦本戦進出（1回戦で石田芳夫に敗退）。2017年、第4回グロービス杯でベスト8。また、第12回若鯉戦で決勝戦に進出したが、李沂修に敗れ初タイトル獲得はならず。
2018-2019年、竜星戦で2年連続ベスト8。2023年、第48期新人王戦で決勝戦に進出したが、上野愛咲美に0勝2敗で敗れ準優勝。

## 棋歴

### 良績
- 新人王戦 準優勝（第48期）
- 若鯉戦 準優勝（第12回）
- 竜星戦 ベスト8（第27-28期）

### 昇段履歴
- 2012年夏季 入段
- 2013年11月29日 二段（勝数規定）[15]
- 2016年1月1日 三段（賞金ランキング）[16]
- 2017年1月1日 四段（賞金ランキング）[17]
- 2019年1月1日 五段（賞金ランキング）[18]
- 2020年1月1日 六段（賞金ランキング）[19]